# Catedral de Nuestra Señora de la Asunción (Juigalpa)
La Catedral de Nuestra Señora de la Asunción o simplemente Catedral de Juigalpa es una catedral de la Iglesia católica en la ciudad de Juigalpa, en el país centroamericano de Nicaragua. En ella se encuentra la sede episcopal de la Diócesis de Juigalpa.

## Obras de Mons. Julian Barni
Cuando la sede de Chontales y Río San Juan fue creada con la categoría canónica de Prelatura Nolius de Juigalpa, Monseñor Julián Luis Barni fue el prelado. Antes había sido administrador apostólico de Managua, de Estelí y León. Una Prelatura depende de Su Santidad El Papa, y una Diócesis es independiente posee organización propia para el desarrollo de la vida pastoral. Mons. Barni fue un gran promotor del progreso de Juigalpa, encunetando, haciendo calles nuevas y adoquinando, fundador de un colegio y promotor para que otros fueran abiertos, realizar la primera reunión de alcohólicos anónimos, así como del crecimiento espiritual del pueblo juigalpino.
Barni había escrito al Presidente el 18 de junio de 1963, el 20 de febrero de 1964, el 9 de febrero de 196, para recordarle su promesa de cooperar con la Catedral. Monseñor Barni escribió al Alcalde el 13 de junio de 1966 para anunciarle que los trabajos de construcción de la nueva catedral darán comienzo y le solicita cinco metros del terreno situado entre la propiedad de la Iglesia y el Boulevard de la Avenida Central. 
Cuando Monseñor se fue de Juigalpa, los trabajos de la catedral fueron suspendidos. Sólo estaban construidas las dos terceras partes y la primera torre casi terminada. A quien le tocó terminar las torres y los atrios fue a Monseñor Pablo Antonio Vega Mantilla quien siempre reconoció que teníamos Catedral gracias a Monseñor Barni.

## Obras de los Obispos de la Diócesis en Catedral

### Monseñor Pablo Antonio Vega Mantilla.
Para 1970 el entonces prelado del territorio de Juigalpa es designado Obispo de la Diócesis de Matagalpa, siendo elegido para sucederle en la diócesis vacante Mons. Pablo Antonio Vega Mantilla quien primeramente se desempeña como prelado y posteriormente como I obispo de la recién creada diócesis de Juigalpa. Mons. Vega Mantilla priorizó en su gobierno la construcción de un templo para el culto. El obispo Vega dejá el gobierno de la diócesis el 29 de octubre de 1993 sucediéndole en el trono Mons. Bernardo Hombach Lutkermeie.

### Monseñor Bernardo Hombach
La meta de Monseñor Hombach siempre fue concluir los trabajos de la catedral. El 26 de septiembre de 1996, él anunció en un acto la continuación de esos trabajos. El ingeniero Edmundo Zúñiga, Viceministro de la Construcción entregó los planos. Monseñor Hombach anunció la adquisición de 2 mil 180 litros de pintura, donada por la Diócesis de Padeborn (Alemania), también dio a conocer que el Gobierno de la presidenta Violeta Barrios de Chamorro había donado 3 mil 500 láminas de zinc y que la Asamblea había aprobado 150 mil córdobas.
La meta inmediata de Monseñor Hombach fue ver terminado el techo para Navidad. Y para la pascua los trabajos externos. Después de tanta lucha, gestiones y actividades (Kermeses, tómbolas, rifas de terneros donados, rifas de un camioncito) se logró concluir casi la totalidad de los trabajos.

### Monseñor Sócrates René Sándigo Jirón
En el período (2004-2019) de monseñor Sócrates Sándigo haciendo actividades (Kermeses, tómbolas, rifas de terneros donados etc.) y con donaciones se han dado terminado obras que han dado realce a la catedral como:
- Nueva orfebrería para la Santa Misa
- Adquisición de nuevas imágenes, más bancas.
- Se ha vuelto a pintar tanto en el exterior como el interior.
- Se han hecho mejoras considerables en el altar.
- Se ha hecho un muro para mayor seguridad y para procurar la limpieza del templo.
- Nueva Iluminación tanto como en el interior y exterior de catedral.

### Monseñor Marcial Humberto Guzmán Saballos
Fue nombrado como Obispo de Juigalpa el 24 de septiembre de 2020 por el Papa Francisco.

## Descripción
En la parte exterior destacan dos torres (la derecha con Campanario), en la parte superior se encuentran unos vitrales y arriba de estos una Imagen de la Virgen de la Asunción.
Partes Internas de La Catedral: Una sola nave central con sus costados
- La altura interna 9 y 15 metros.
- Pilares altos y anchos.
- Altar central para la celebración de la Santa Misa.
- Dos Capillas laterales: La Izquierda dedicada a Jesús Sacramentado y la derecha a la Virgen de la Asunción, Patrona de los Juigalpinos.

- Dos Capillas a los costados de las Puertas Principales: La izquierda dedicada a la Medalla Milagrosa y la derecha a Jesús de la Divina Misericordia.